# Матышевский, Павел Семёнович
Павел Семёнович Матышевский (10 октября 1919, Клешев Слуцкого района Минской области — 11 ноября 2001, Киев) — советский правовед. Доктор юридических наук (1971), профессор (1971), акад. АПрНУ (2000).

## Биография
Учился в Минском медицинском институте (1939) и Азербайджанском университете (1942-44). Участник Великой Отечественной войны. Окончил Киевский университет (1946), где с тех пор и работал: 1971-87 — заведующий, 1987-95 — профессор кафедры криминального права и криминология, в то же время 1974-83 — декан юридического факультета. С 1997 — профессор кафедры криминального правосудия Запорожского университета. С 1999 — профессор кафедры криминалистики, криминального права и процесса Академии труда и социальных отношений (Киев).

## Научные труды
- «Ответственность за преступления против общественной безопасности, общественного порядка и здоровья населения». Москва, 1964;
- «Ответственность за преступления против социалистической собственности». К., 1968;
- «Уголовно-правовая охрана социалистической собственности в Украинской ССР». К., 1972;
- «Правовые и медицинские меры борьбы с пьянством, алкоголизмом и наркоманией». К., 1987 (в соавторстве);
- «Преступления против собственности и смежные с ними преступления». К., 1996;
- «Кримінальне право України: Заг. частина». К., 1997 (в соаторстве).